# راثدروم (أيداهو)
راثدروم (بالإنجليزية: Rathdrum)‏ هي مدينة أمريكية تقع في ولاية أيداهو. ويبلغ عدد سكانها 6826 نسمة حسب إحصاء سنة 2010 م 6826.

## التركيبة السكانية
قام مكتب تعداد الولايات المتحدة بتحديد بيانات التركيبة السكانية لراثدروم في تعداد الولايات المتحدة. في ما يلي، التركيبة السكانية حسب تعدادي 2000 و2010.

### تعداد عام 2000
بلغ عدد سكان راثبون 88 نسمة بحسب تعداد عام 2000، وبلغ عدد الأسر 39 أسرة وعدد العائلات 24 عائلة مقيمة في المدينة. في حين سجلت الكثافة السكانية 408.7 نسمة لكل ميل مربع (157.8/كم2). وبلغ عدد الوحدات السكنية 53 وحدة بمتوسط كثافة قدره 246.2 نسمة لكل ميل مربع (95.1/كم2).
وتوزع التركيب العرقي للمدينة بنسبة 98.86% من البيض و1.14% من عرقين مختلطين أو أكثر.
بلغ عدد الأسر 39 أسرة كانت نسبة 30.8% منها لديها أطفال تحت سن الثامنة عشر تعيش معهم، وبلغت نسبة الأزواج القاطنين مع بعضهم البعض 56.4% من أصل المجموع الكلي للأسر، ونسبة 2.6% من الأسر كان لديها معيلات من الإناث دون وجود شريك، وكانت نسبة 35.9% من غير العائلات. تألفت نسبة 30.8% من أصل جميع الأسر من أفراد ونسبة 17.9% كانوا يعيش معهم شخص وحيد يبلغ من العمر 65 عاماً فما فوق. وبلغ متوسط حجم الأسرة المعيشية 2.80، أما متوسط حجم العائلات فبلغ 2.26.
بلغ العمر الوسطي للسكان 44 عاماً. وكانت نسبة 21.6% من القاطنين تحت سن الثامنة عشر، وكانت نسبة 8.0% بين الثامنة عشر والأربعة وعشرون عاماً، ونسبة 22.7% كانت واقعةً في الفئة العمرية ما بين الخامسة والعشرين حتى الرابعة والأربعين عاماً، ونسبة 27.3% كانت ما بين الخامسة والأربعين حتى الرابعة والستين، ونسبة 20.5% كانت ضمن فئة الخامسة والستين عاماً فما فوق. يوجد لكل 100 أنثى 83.3 ذكر، ويوجد لكل 100 أنثى في الثامنة عشر من عمرها فما فوق 109.1 ذكر.
بلغ متوسط دخل الأسرة في المدينة 40,000 دولار، أما متوسط دخل العائلة فبلغ 40,625 دولار. وكان متوسط دخل الذكور 25,833 دولار مقابل 25,833 دولار للإناث. وسجل دخل الفرد الخاص بالمدينة 14,749 دولار.

### تعداد عام 2010
بلغ عدد سكان راثدروم 6,826 نسمة بحسب تعداد عام 2010، وبلغ عدد الأسر 2,427 أسرة وعدد العائلات 1,852 عائلة مقيمة في المدينة. في حين سجلت الكثافة السكانية 1,380.38 نسمة لكل ميل مربع (533.0/كم2). وبلغ عدد الوحدات السكنية 2,561 وحدة بمتوسط كثافة قدره 517.90 نسمة لكل ميل مربع (200.0/كم2).
وتوزع التركيب العرقي للمدينة بنسبة 95.0% من البيض و1.1% من الأمريكيين الأصليين و0.3% من الأمريكيين ذوي الأصول الآسيوية و0.1% من سكان جزر المحيط الهادئ و0.2% من الأمريكيين الأفارقة و2.5% من عرقين مختلطين أو أكثر.
بلغ عدد الأسر 2,427 أسرة كانت نسبة 42.5% منها لديها أطفال تحت سن الثامنة عشر تعيش معهم، وبلغت نسبة الأزواج القاطنين مع بعضهم البعض 57.4% من أصل المجموع الكلي للأسر، ونسبة 13.6% من الأسر كان لديها معيلات من الإناث دون وجود شريك، وكانت نسبة 23.7% من غير العائلات. تألفت نسبة 18.3% من أصل جميع الأسر من أفراد ونسبة 5.6% كانوا يعيش معهم شخص وحيد يبلغ من العمر 65 عاماً فما فوق. وبلغ متوسط حجم الأسرة المعيشية 3.17، أما متوسط حجم العائلات فبلغ 2.81.
بلغ العمر الوسطي للسكان 32.3 عاماً. ونسبة 8.8% كانت ضمن فئة الخامسة والستين عاماً فما فوق.